# Université publique du futur de Hakodate
L'Université publique du futur de Hakodate (公立はこだて未来大学, Kōritsu Hakodate Mirai Daigaku) (en anglais  : Future University Hakodate) est une université publique du Japon située dans la ville de Hakodate, dans le sud de l'île de Hokkaidō.